# Chabomai
Le isole Chabomai o Habomai (in russo: Хабомаи, giapponese:歯舞群島 Habomai Gunto o 歯舞諸島 Habomai Shoto) sono un gruppo di isole nella parte meridionale delle isole Curili, amministrativamente appartenenti al Južno-Kuril'skij rajon dell'oblast' di Sachalin, in Russia, ma sono, insieme a Iturup, Kunašir e Šikotan, rivendicate dal Giappone.
Si trovano a sud di Kunašir e circa 10 km ad est di Hokkaidō, sono una decina di isole più alcuni isolotti minori. La maggiore è Zelënyj (Зелёный, l'"isola verde"), poi Polonskogo (Полонского), Tanfil’eva (Танфильева), Jurij (Юрий), Anučina (Анучина), Dëmina (Дёмина), il gruppo delle isolette Oskolki (Осколки) e la Banka Opasnaja con gli isolotti Signal'nyj, Rifovyj e Storoževoj.

## Altri progetti

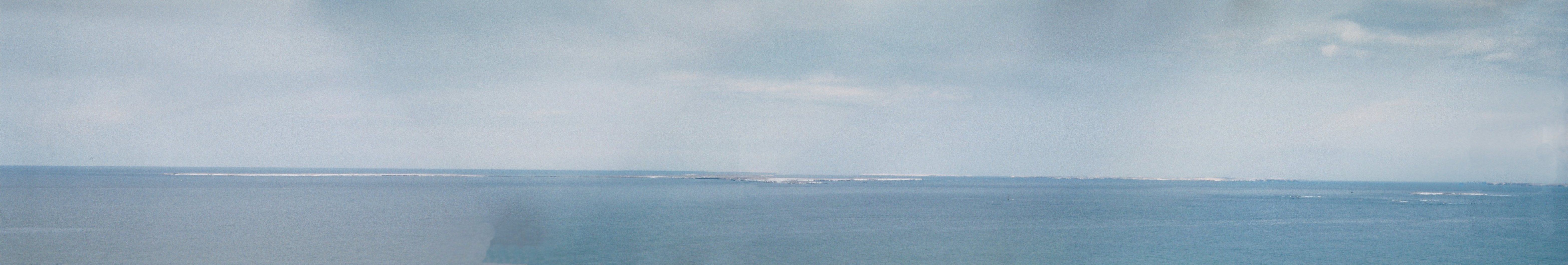
Le Chabomaj fotografate da capo Nosappu (Hokkaidō), 2005